# غاري كولب
غاري كولب (بالإنجليزية: Gary Kolb)‏ هو لاعب كرة قاعدة أمريكي، ولد في 13 مارس 1940 في روك فولز في الولايات المتحدة.

## وصلات خارجية
- غاري كولب على موقع دوري كرة القاعدة الرئيسي (الإنجليزية)
- غاري كولب على موقعبيزبول رفرنس.كوم (الدوري الرئيسي) (الإنجليزية)
- غاري كولب على موقعبيزبول رفرنس.كوم (الدوري الثانوي) (الإنجليزية)